# Tupapa Maraerenga Football Club
Maillots
Le Tupapa Maraerenga FC est un club de football des îles Cook basé à Avarua, la capitale du pays.

## Palmarès

### Section masculine
- Championnat des Îles Cook  (19)
  - Champion : 1992, 1993, 1998, 2001, 2002, 2003, 2007, 2010, 2011, 2012, 2014, 2015, 2017, 2018, 2019, 2020, 2022, 2023, 2024
- Coupe des Îles Cook (10)
  - Vainqueur: 1978, 1999, 2000, 2001, 2004, 2009, 2013, 2015, 2018, 2019

### Section féminine
- Championnat des Îles Cook  (11)
  - Champion : 1999, 2000, 2002, 2003, 2004, 2007, 2010, 2011, 2014, 2015, 2016
- Coupe des Îles Cook (10)
  - Vainqueur: 2002, 2003, 2004, 2005, 2006, 2008, 2010, 2011, 2012, 2016, 2017, 2019